# Cereus gerardi
Cereus gerardi es una especie de planta suculenta perteneciente al género Cereus, dentro de la familia Cactaceae. Es endémica del norte de Brasil, concretamente del estado de Tocantins.

## Descripción
Cereus gerardi es una especie de cactus que crece en forma de árbol, con tallos verticales que se ramifican desde cerca de la base y que pueden alcanzar alturas de hasta 4 m. Los tallos son cilíndricos, segmentados, de color verde claro y con tricomas (pelos) blanquecinos.   
Presenta de 8 a 10 costillas sobre las que se asientan areolas pequeñas. Tienen un número variable de espinas amarillas parduzcas. 
Las flores son laterales y de color blanquecino o verde claro con escamas rojizas. El fruto mide unos 8 cm de largo y también es de color verdoso.

## Distribución y hábitat
El área de distribución nativa de esta especie es norte de Brasil (concretamente en el estado de Tocantins) y crece principalmente en el bioma tropical estacionalmente seco, en afloramientos rocosos de granito. 

## Taxonomía
Cereus gerardi fue descrita por el botánico británico Nigel Paul Taylor y publicada en la revista científica Taxon 72: 1329 en 2023.
Etimología
- Cereus: nombre genérico que deriva del término latíno cereus (que se traduce como 'vela' o 'cirio'), haciendo alusión a su forma alargada perfectamente recta.[3]
- gerardi: epíteto específico otorgado en honor al criador de cactus holandés-brasileño Gerardus Hubertus Olsthoorn, quien descubrió la especie.[4]

## Estado de conservación
La especie ha sido catalogada como en peligro crítico de extinción (CR) debido a que la mayor parte de la tierra que rodea estos afloramientos ha sido fuertemente modificada para la agricultura, que continúa expandiéndose en esta región.

## Usos
Se cultiva principalmente como planta ornamental y su propagación se realiza a través de esquejes o semillas.